# Cantonul Fours
Cantonul Fours este un canton din arondismentul Château-Chinon (Ville), departamentul Nièvre, regiunea Burgundia, Franța.

## Comune
| Comune                 | Populație (1999) | Cod poștal | Cod INSEE |
| ---------------------- | ---------------- | ---------- | --------- |
| Cercy-la-Tour          | 2 074            | 58340      | 58046     |
| Charrin                | 639              | 58300      | 58060     |
| Fours                  | 761              | 58250      | 58118     |
| Montambert             | 134              | 58250      | 58172     |
| La Nocle-Maulaix       | 294              | 58250      | 58195     |
| Saint-Gratien-Savigny  | 123              | 58340      | 58243     |
| Saint-Hilaire-Fontaine | 191              | 58300      | 58245     |
| Saint-Seine            | 216              | 58250      | 58268     |
| Ternant                | 206              | 58250      | 58289     |
| Thaix                  | 62               | 58250      | 58290     |